# Olulis subrosea
Olulis subrosea är en fjärilsart som beskrevs av Turner 1908. Olulis subrosea ingår i släktet Olulis och familjen nattflyn. Inga underarter finns listade i Catalogue of Life.